# Royal Enfield 650
Die Royal Enfield Continental GT 650 / Interceptor 650 ist eine Modellreihe des ehemals britischen, heute zur Gänze indischen Traditionsherstellers Royal Enfield.
Sie umfasst aktuell (2022) zwei Modelle im Retro-Stil mit SOHC-Paralleltwin-Motor, die Royal Enfield (Indien) ab 2014 in einem neu gebauten Entwicklungszentrum auf dem Flugplatz und Versuchsfeld von Bruntingthorpe (Leicestershire) in England entwickelte, im Jahr 2017 ankündigte und 2018 in den Markt einführte. Sie sind die ersten modernen Parallel-Twin-Motorräder des Unternehmens, das in den letzten Jahrzehnten nur Einzylinder-Motoren baute. 2017 enthüllte das Unternehmen auf der EICMA das neue Modell, mit dem es den Namen „Interceptor“ (gebaut von 1960 bis 1970) wieder aufleben lässt.
Das Modell, das seit 2019 in Europa erhältlich ist, wird in zwei Versionen angeboten:
- als unverkleidetes Straßen-Motorrad (Roadster) „Interceptor 650“ im konventionellen Stil und
- als sogenannter Café-Racer „Continental GT 650“.

Beide Ausführungen werden in der EU als „Continental GT 650“ homologiert, beim Roadster wird zusätzlich „Interceptor“ als Handelsname eingetragen. Sie sind hinsichtlich Motor, Getriebe, Rahmen, Federung, Rädern, Bremsen und Schalldämpfern identisch. Das Motorrad wird in Indien, Europa und den USA vermarktet.

## Motor und Fahrwerk

### Motor
Der Luft-/Öl-gekühlte 650er Twin mit 270° Hubzapfenversatz ähnelt erinnert optisch stark an den der Interceptor aus den 1960er Jahren und wurde von Royal Enfield als komplette Neuentwicklung präsentiert: mit obenliegender Nockenwelle, vier Ventilen pro Zylinder, ölgekühltem Querstromzylinderkopf und einer zahnradgetriebenen Ausgleichswelle vor der Kurbelwelle. Er ist heutigen Abgasnormen angepasst. Der Zweizylinder-Reihenmotor hat 648 cm³ Hubraum bei einem Hub von 67,8 und einer Bohrung von 78 mm. Die Ölversorgung erfolgt über Nasssumpfschmierung, ein großer Ölkühler ist vor dem Motor zwischen den Auspuffkrümmern an die beiden Rahmenunterzüge verbaut. Die Saugrohreinspritzung stammt von Mikuni, die Motorsteuerung liefert Bosch. Dank relativ geringer Verdichtung von 9,5:1 kann der Motor mit niederoktanigen Kraftstoffen betrieben werden.
Die Leistung wird über eine koaxial mit der Kurbelwelle laufende Anti-Hopping-Kupplung, ein Sechsganggetriebe und Kette an das Hinterrad übertragen.
Mit zunächst 35 kW (47 bhp) bei 7100/min und 52 Nm bei 5200/min kann der Motor weiterentwickelt werden: Das Bike-Magazin berichtete, dass „die beträchtliche Lagerfläche der Kurbelwelle und die kräftigen Kurbelgehäuse aus Aluminium darauf hindeuten, dass der Motor bequem mehr Leistung liefern kann. Verdichtung, Hubraum und Drehzahl könnten für zukünftige Modelle angehoben werden“.

### Fahrwerk
Das Chassis ist ein Rohrrahmen mit zwei Schleifenunterzügen. Das 18„-Vorderrad wird an einer konventionellen hydraulischen 41-mm-Teleskopgabel, das 18“-Hinterrad an einer Schwinge mit Stereo-Federbeinen geführt (Federweg vorne 110mm, hinten 88mm). Die Bremsanlage von ByBre hat ein Antiblockiersystem von Bosch und je einer Einzelscheibe mit 320 mm vorn und 240 mm hinten.

## Interceptor
Die Interceptor 650 ist ein klassisch gestaltetes Straßenmotorrad („Roadster“) mit zwei herkömmlichen, analogen Rundinstrumenten, Doppelsitz, abgerundetem 13,7-Liter-Satteltank mit Royal-Enfield-Emblem und einem Tankdeckel im Monza-Stil. Der verstrebte Lenker ermöglicht eine aufrechte Sitzposition. Es gibt eine rohrförmige Haltestange für den Sozius. Die Interceptor wird in den USA als INT650 vermarktet, da Honda dort die Markenrechte auf den Namen „Interceptor“ besitzt.

## Continental GT 650

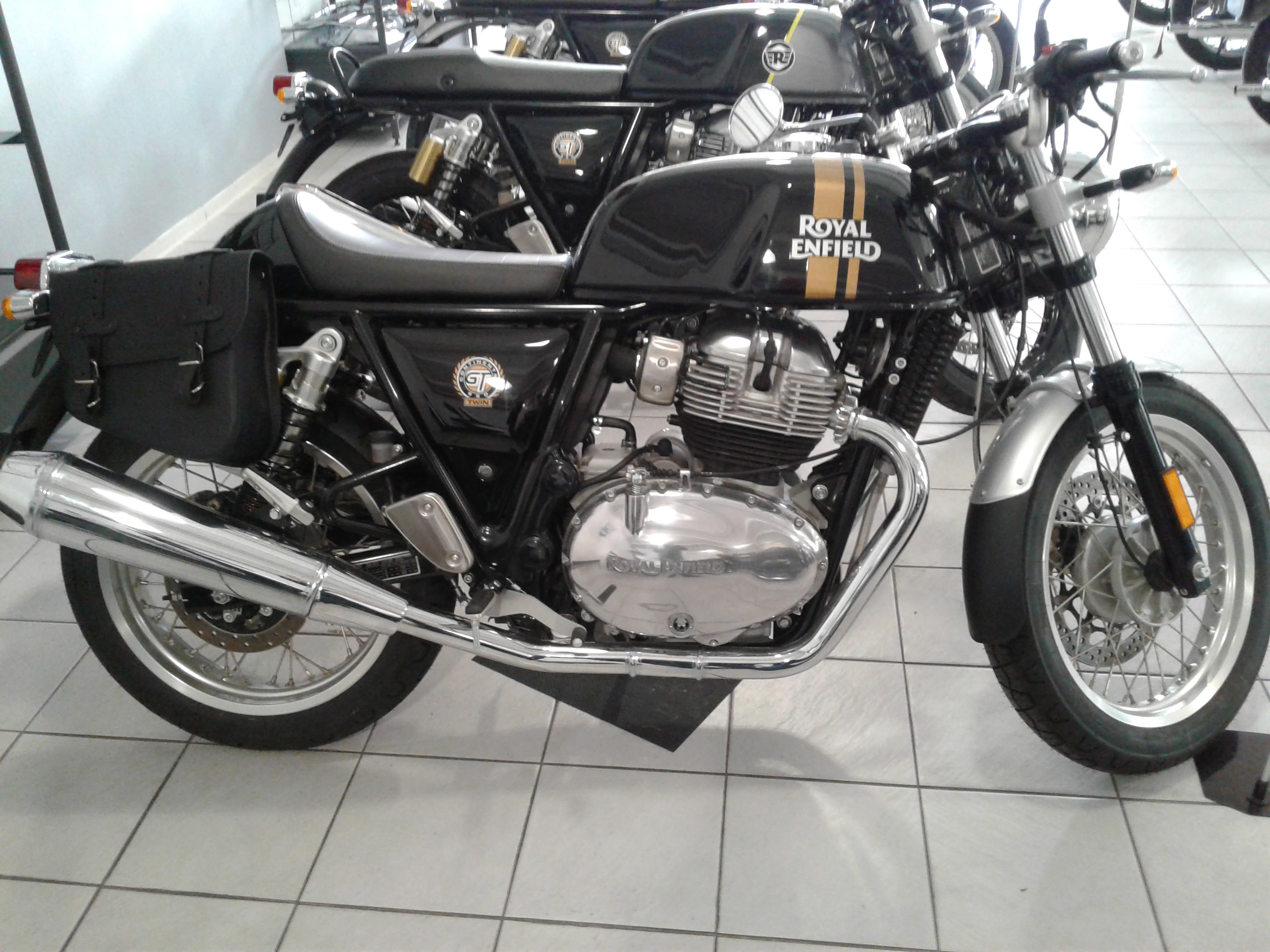
Royal Enfield Continental GT 650

Der Café Racer Continental GT 650 hat entweder eine serienmäßige Doppelsitzbank oder wahlweise einen Solositz mit Sitzhöcker. Der Kraftstofftank ist eckiger als der des Roadsters. Die unter der oberen Gabelbrücke angebrachten und dann nach oben ausgeformten Lenkerstummel und 10 cm nach hinten und 2 cm nach oben verlegte Fußrasten ermöglichen eine moderat sportlichere Sitzposition. Die Continental GT hat weniger Chrom als die Interceptor.

## Bewertung in der Presse
Die Interceptor wurde von der britischen Zeitschrift Motorcycle News (MCN) positiv bewertet. „Insgesamt ist die Royal Enfield Interceptor großartig. Der Motor ist lebhaft, ohne einschüchternd zu wirken, das Handling macht Spaß, ohne zu bevormunden, und das Finish ist gut, ohne die Bank zu sprengen.“ Der Motor, die Bremsen und die Ausrüstung des Motorrads wurden gelobt, aber das Fahrwerk grundlegend kritisiert, weil es zu weich und unterdämpft sei. Die australische Website MCNews gab einen günstigen Bericht.
Ein Bericht der Zeitschrift MOTORRAD kritisierte in einem Dauertest, der auf 50.000 km angelegt war, nach 15.000 km die unbequeme Sitzbank und die Handhabung des Seitenständers. Die Zugstufe der hinteren Federbeine wurde als stark überdämpft kritisiert.